# Tetragonia czterorożna
Tetragonia czterorożna, trętwian czterorożny, szpinak nowozelandzki (Tetragonia tetragonioides) – gatunek rośliny zielnej należącej do rodziny pryszczyrnicowatych (podrodziny Aizooideae), w niektórych ujęciach systematycznych wyodrębniany w osobną rodzinę trętwianowatych (Tetragoniaceae). Rośnie dziko w Nowej Zelandii, na Tasmanii oraz w południowej i zachodniej Australii. W Polsce jest przejściowo dziczejący.

## Morfologia
ŁodygaRozgałęziona, płożąca, do 1 m.
LiścieDuże, ciemnozielone, kształtem przypominają liście szpinaku.

## Zastosowanie
- Roślina uprawna: uprawiany jako warzywo.
  - Historia uprawy: do Europy przywiózł go z Nowej Zelandii w 1771 roku Anglik, Joseph Bans, powracając z podróży dookoła świata z kapitanem Cookiem. We Francji był już bardzo znany w 1820 roku. Atrakcyjność jego wynika z tego, że jest bardzo podobny w smaku do szpinaku i jest dostępny wtedy, kiedy prawdziwego szpinaku brak, to jest w pełni lata.
  - Warunki uprawy: szpinak nowozelandzki jest niewrażliwy na upały, których szpinak warzywny (Spinacia oleracea) nie lubi.
- Sztuka kulinarna: wartością odżywczą szpinak nowozelandzki nie ustępuje zwykłemu szpinakowi. Zawiera duże ilości witaminy C i prowitaminy A oraz sole mineralne, zwłaszcza żelazo. Zawiera również kwas szczawiowy, tak jak szpinak. Potrawy ze szpinaku nowozelandzkiego przyrządza się w ten sam sposób, co potrawy ze zwykłego szpinaku. Nadaje się on również do mrożenia. Listki jego powinny być chłodne, jędrne, przy zgniataniu w garści – lekko trzeszczące. Jeśli są ciepłe, oznacza to, że szpinak zaczyna się psuć.